# Cattivi Pensieri (gruppo musicale)
I Cattivi Pensieri sono un gruppo musicale italiano, attivo dal 1994 al 2000. Raggiunsero una notevole popolarità nel 1996 con il brano Emozione, vincitore della sezione giovani della manifestazione Un disco per l'estate.
Nel 2025 la cantante del gruppo riporta in attività, da solista, il gruppo, pubblicando una cover di Amore amore amore, canzone scritta da Alberto Sordi e Piero Piccioni nel 1967 e interpretata anche da Mina.

## Storia
Il gruppo nasce nel 1994 dalle ceneri della formazione musicale Cuori Infranti, guidato dalla cantante milanese Cinzia Farolfi e dal musicista torinese Davide Bosio in veste di arrangiatore e coautore dei brani.
Cinzia Farolfi, prima dell'esperienza con i Cuori Infranti, aveva già intrapreso la carriera discografica incidendo prima con lo pseudonimo di Cynthia e poi con quello di Cynthia Farrol.
I Cuori Infranti si erano fatti conoscere con la hit radiofonica intitolata Cerco un fidanzato del 1989, a cui era seguita la pubblicazione di un album intitolato Non siamo facili.
Nel 1991 avevano partecipato nel Girone Giovani del Nuovo Cantagiro di Ezio Radaelli (in onda durante l'estate la domenica pomeriggio su Raidue) con il pezzo intitolato Giuri tu, ottenendo un discreto successo e facendosi conoscere al grande pubblico; il gruppo aveva conquistato consensi nelle piazze in cui si svolgeva la manifestazione, ma alla chiusura del contratto discografico con la Wea anche il progetto Cuori Infranti si era concluso.
La band, variati alcuni elementi, si trasforma nei Cattivi Pensieri, con un nuovo contratto discografico. Il primo album della nuova band, omonimo, viene pubblicato dalla EMI nel 1994 e dall'LP vengono estratti due fortunati singoli: Dimmelo tu, già presentato a Sanremo Giovani 1993, e Non mi piace.
Il vero successo arriva però nel 1996 con la pubblicazione del singolo Emozione, contenuto nel secondo album Un'incredibile storia, ed è con questo brano i Cattivi Pensieri raggiungono importanti traguardi professionali: vincono la sezione Giovani di Un disco per l'estate 1996, ottengono il disco d'oro ed accedono alla categoria big del Festival di Sanremo del 1997.
Al Festival viene presentato il brano Quello che sento, scritto in collaborazione con Davide De Marinis, giunto 16° nella classifica finale della rassegna canora. L'uscita del singolo precede di pochissimo l'uscita del terzo ed ultimo album della formazione, La Scatola, dal quale vengono estratti altri due brani: Inconquistabile ed Ancora io, ancora tu.
Durante il tour ufficiale, organizzato dopo la partecipazione al Festival, le voci di una crisi (di carattere apparentemente discografico) si trasformano in certezze: alcuni membri decidono di intraprendere percorsi professionali indipendenti e, per non interrompere il tour, si devono ingaggiare altri elementi in sostituzione: così, grazie a Charly Cartisano, batterista proveniente dal gruppo Lijao, al tastierista Luca Mattioni e con un bassista di fortuna il programma di concerti e la promozione televisiva vengono completati.
Nel 1998, dopo un periodo di silenzio, parte della band ottiene un piccolo ruolo nell'ultima puntata della fiction Mediaset "Squadra Mobile Scomparsi". Nell'episodio viene eseguito un inedito, Penso, scritto e interpretato dalla cantante Cinzia Farolfi. Il brano è considerato dai fan l'anticipazione di una nuova fatica discografica, che tuttavia non vedrà mai la luce.
Nel 1999 il duo superstite Farolfi-Bosio collabora attivamente all'esordio discografico del giovane ex-collaboratore Davide De Marinis, lasciando presagire una riunione del gruppo: i Cattivi Pensieri si sciolgono infatti ufficialmente nel 2000.
Nel 2025 Cinzia Farolfi torna in versione solista, conservando però il nome della band, e pubblica la cover di Amore amore amore, brano scritto nel 1967 da Alberto Sordi e Piero Piccioni per la colonna sonora del film Un italiano in America. La regia del video che accompagna il brano è dell'ex membro del gruppo Davide Bosio.

## Membri del gruppo
- Giovanni Prolo (Busto Arsizio, 26 febbraio 1970)
- Davide Bosio (Torino, 15 giugno 1963)
- Cinzia Farolfi (Milano, 9 luglio 1968)
- Claudio Bonini (Stresa, 6 novembre 1964)
- Simone Tarantino (Milano, 22 novembre 1969) (nella prima formazione Cuori Infranti)
- Emanuele Amore (Torino, 7 marzo 1962) (nella prima formazione Cuori Infranti)
- Fabrizio Bernasconi (Milano, 23 dicembre 1967)

## Discografia

### Album in studio
- 1991 - Non siamo facili (WEA Italiana, 9031 74929-1) (come Cuori Infranti)
- 1994 - Cattivi pensieri (EMI Italiana, 7243822967729)
- 1996 - Un'incredibile storia (EMI Italiana, 8-38002-2)
- 1997 - La scatola (EMI Italiana, 8-57462-2)

### Raccolte
- 2004 - Made in Italy (EMI Italiana, 8664242)

### Singoli
- 1989 - Non sono stupida + I ragazzi come te/Non sono stupida (Mix Version)  (WEA Italiana, 24 6504-0) (come Cuori Infranti) (12")
- 1989 - Non sono stupida/I ragazzi come te (WEA Italiana, 24 6504-7) (come Cuori Infranti) (7")
- 1989 - Cerco un fidanzato/Geloso (WEA Italiana, 24 6773-7) (come Cuori Infranti) (7")
- 1989 - Cerco un fidanzato (Extended Version)/Cerco un fidanzato + Geloso (WEA Italiana, 24 6793-0) (12")
- 1991 - Giuri tu/I wanna sex u up (WEA Italiana, Promo 415) (come Cuori Infranti; disco juke-box, lato B dei Color Me Badd) (7")
- 1994 - Dimmelo tu (CD single)
- 1994 - Mi gira l'anima (EMI Italiana, 1795152) (cd single)
- 1994 - Non mi piace
- 1996 - Emozione (Dance Factory, 8710596 6) (12")
- 1996 - Emozione (Dance Factory, 7423 8 71059 2 8) (cd single)
- 1996 - Micky (EMI Italiana, 020 1796732) (cd single)
- 1997 - Quello che sento (EMI Italiana, 8-71080-2) (cd single)
- 1997 - Ancora io, ancora tu (EMI Italiana, 020 1797342) (cd single)
- 1997 - Sono come te (EMI Italiana, 020 1797382) (cd single)
- 1997 - Inconquistabile (Dance Factory, 884618 6) (12")
- 2025 - Amore amore amore (X-Energy)